# 三戸崇史
三戸 崇史（みと たかし、1976年12月2日 - ）は、日本の男性声優。東京都出身。本名・旧芸名は三戸 貴史（読みは同じ）。

## 人物
81プロデュースに所属していた。
声種はバリトン。
声優としては外画の吹き替え、アニメを中心に活躍している。
趣味・特技はギター弾き語り。

## 出演

### テレビアニメ
2001年
- 旋風の用心棒（銀鮫社員）

2002年
- 東京アンダーグラウンド（陰兵）

2003年
- AVENGER（部下）
- ギルガメッシュ（オクト）
- NARUTO -ナルト-（下忍）

2004年
- 最遊記RELOAD（チンピラ）

2005年
- ガラスの仮面（パーティー客、受付のおじさん、案内係）
- ゾイドジェネシス（村人）
- タイドライン・ブルー（テンゲル国大統領、警備兵、ゴトランドソナー員、乗員2）
- NARUTO -ナルト-（幻幽丸、チシマ）

2006年
- きらりん☆レボリューション（男子生徒）
- 銀魂（角屋のだんな、カメラマン）
- ケロロ軍曹（客）
- スパイダーライダーズ 〜オラクルの勇者たち〜（コマンダー）
- すもももももも 地上最強のヨメ（借金取りB）
- D.Gray-man（アクマB）
- ときめきメモリアル Only Love（松岡純也）
- パンプキン・シザーズ（リック）

2007年
- 風の少女エミリー（男、牧師）
- ぜんまいざむらい（文左衛門、お化け 他）
- 天元突破グレンラガン（オペレーター）
- トレジャーガウスト（我楽卓郎）
- ヒロイック・エイジ（アレクトラ）

2008年
- ゴルゴ13（信者、営業マン、ホテルのボーイ、コック）
- 二十面相の娘（カイ、男優）
- ネオ アンジェリーク Abyss（アンジェリークの父）
- ネットゴーストPIPOPA（江ノ島カズシゲ、トラベン）

2009年
- けいおん!（こわい人）
- ゴルゴ13（若い神父）

2010年
- 最強武将伝 三国演義（馬岱）

### 劇場アニメ
- ああっ女神さまっ（2000年）

### ゲーム
- .hack//G.U.（2006年 - 2007年） - 3作品[一覧 1]
- NARUTO -ナルト- 疾風伝 ナルティメットアクセル3（2009年、暗部）

### 吹き替え
- インビジブル2
- キング・コング
- クライモリ デッド・リターン（ブランドン（トム・マッケイ））
- GOAL!（ブルート）
- スパイダーマン
- ソウ5（マリック・スコット）
- 太王四神記
- 花ざかりの君たちへ〜花様少年少女〜（神楽坂真言）
- 引き裂かれたイレブン 〜オシムの涙〜（デヤン・サビチェビッチ）
- ブラッド・ワーク
- 碧血剣（劉芳亮）
- ワイルド・スピード MEGA MAX（ハン・ルー（サン・カン））

### 特撮
- 仮面ライダーキバ（シケーダファンガイアの声）

### ドラマCD
- キス・キス（葛城桂吾）※ちゃお2004年12月号付録
- きみには勝てない!（生徒C）

### オーディオブック
- 彼女はたぶん魔法を使う（柚木草平 他[7]）
- 銀河英雄伝説 外伝 ユリアンのイゼルローン日記（校長、テレビの宗教家、サックス少将・士官役）
- 真田十勇士 シリーズ（本田忠勝 他[8]）
- 天竺熱風録（朗読）

### その他
- ふぁんた時間シリーズ
  - どんぐりと山猫（宮沢賢治）
  - セロ弾きのゴーシュ（宮沢賢治）

### シリーズ一覧
1. ↑  『Vol.1 再誕』『Vol.2 君想フ声』（2006年）、『Vol.3 歩くような速さで』（2007年）